# Gerpinnes
Gerpinnes (valonă Djerpene) este o comună francofonă din regiunea Valonia din Belgia. Comuna Gerpinnes este formată din localitățile Gerpinnes, Acoz, Gougnies, Joncret, Loverval și Villers-Poterie. Suprafața sa totală este de 47,10 km². La 1 ianuarie 2008 avea o populație totală de 12.033 locuitori. 
Comuna Gerpinnes se învecinează cu comunele Charleroi, Châtelet, Ham-sur-Heure-Nalinnes, Florennes, Mettet și Walcourt.